# أولمبياد الشطرنج ال34
أولمبياد الشطرنج 2000 هي منافسة عالمية نظمها الاتحاد الدولي للشطرنج من 28 أكتوبر إلى 12نوفمبر 2000 بمدينة إسطنبول التركية .